# 돌레로바실리쿠스
돌레로바실리쿠스(Dolerobasilicus)는 고생대 오르도비스기에 서식하던 삼엽충의 일종이다. 한국에서는 조선 누층군 직운산층에서 산출된다.

## 특징
돌레로바실리쿠스는 아사푸스상과의 일종이다. 두부(머리)의 미간(glabella) 뒤쪽 끝이 하나의 마디(occipital ring)로 분리되어 있으며, 그 앞에는 작은 혹(glabellar tubercle)이 나 있다. 흉부(가슴)은 마디가 여덟 개이고, 미부(꼬리)가 크다. 돌레로바실리쿠스에서 보이는 이러한 특징들은 아사푸스목, 아사푸스상과에 속함을 알려준다.
돌레로바실리쿠스를 다른 아사푸스류와 구분짓는 요소는 다음과 같다. 우선 머리의 윗면에 두블류어(doublure)와 평행한 선구조가 뚜렷하게 나 있으며, 미간의 앞쪽에 조그맣게 능선이 나 있다. 미간 위에 고랑(furrow)이 네 쌍이 좌우대칭으로 나 있으며, 가장 뒤의 것이 크고 깊다. 미간 양 옆에 작은 혹(bacculae)이 하나씩 나 있는데, 이는 가느다란 모양이며 희미하다. 입 뚜껑인 하이포스톰(hypostome)은 앞뒤로 길쭉한 타원형이며, 뒤쪽으로 한 쌍의 날이 돌출되어 있다. 꼬리는 스무 개 이상의 마디로 이루어져 있고, 이는 가로로 난 고랑을 통해 확인이 가능하다.

## 한국의 돌레로바실리쿠스
돌레로바실리쿠스는 조선 누층군 직운산층에서 모식종인 요쿠센시스종(D. yokusensis)이 산출된다. 국내 자연사 박물관에서 매우 흔하게 볼 수 있다.

## 참고 문헌
1. ↑  Lee, Dong-Chan; Choi, D. (1992). “Reappraisal of the Middle Ordovician Trilobites from the Jigunsan Formation, Korea”. 《undefined》 (영어).